# Brenda Lee
Brenda Lee, pseudonimo di Brenda Mae Tarpley (Atlanta, 11 dicembre 1944), è una cantante statunitense di genere pop, country e rockabilly. Fu popolare soprattutto tra la metà degli anni cinquanta e la fine degli anni sessanta. I suoi più grandi successi sono stati I Want to Be Wanted, I'm Sorry, entrambi numeri uno nella Billboard Hot 100, ma soprattutto Rockin' Around the Christmas Tree, che è diventato un classico natalizio.

## Biografia
È conosciuta anche con lo pseudonimo di "Little Miss Dynamite", dal titolo di una sua canzone - Dynamite, appunto - incisa nel 1957 a soli 13 anni.
Tra le sue altre canzoni famose ricordiamo il brano natalizio Rockin' Around the Christmas Tree (1957), I Want to Be Wanted (1960) (versione inglese di Per tutta la vita presentata al Festival di Sanremo 1959, prima posizione nella Billboard Hot 100) e I'm Sorry (1960) (prima posizione nella Billboard Hot 100 per tre settimane e Grammy Hall of Fame Award 1999); le ultime due canzoni raggiunsero la prima posizione negli Stati Uniti.
In totale, ha pubblicato una sessantina di album, il primo dei quali è del 1959 e si intitola Grandma, What Great Songs You Sang!.

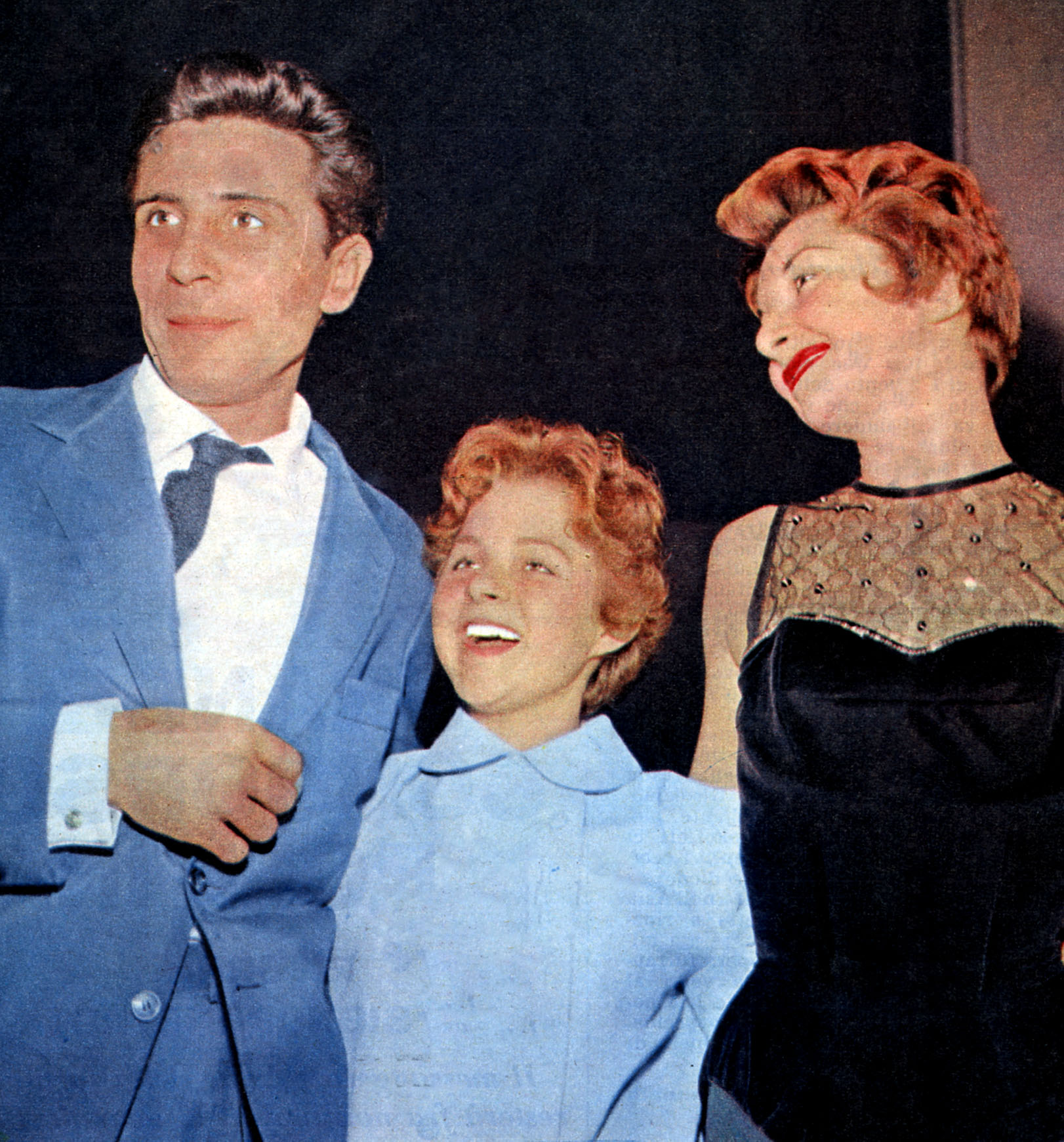
Brenda Lee al centro con Gilbert Bécaud negli studi tv Rai di Milano durante un varietà nel 1959

## Riconoscimenti
- Grammy Award
  - 2009 - Grammy onorario (alla carriera)
- Young Hollywood Hall of Fame
  - Inserita la sua stella (1960's)

## Discografia

### Album
- 1959 - Grandma, What Great Songs You Sang! (Decca Records, mono: DL 8873; stereo: DL 78873)
- 1960 - Brenda Lee (Decca, mono: DL 4039; stereo: DL 74039)
- 1960 - This Is... Brenda (Decca, mono: DL 4082; stereo: DL 74082)
- 1961 - Emotions (Decca, mono: DL 4104; stereo: DL 74104)
- 1961 - All the Way (Decca, mono: DL 4176; stereo: DL 74176)
- 1962 - Sincerely, Brenda Lee (Decca, mono: DL 4216; stereo: DL 74216)
- 1962 - Brenda, That's All (Decca Records)
- 1963 - All Alone Am I (Decca Records)
- 1963 - ..."Let Me Sing" (Decca Records)
- 1963 - Love You! (Ace of Hearts Records) Raccolta
- 1964 - By Request (Decca Records)
- 1964 - Merry Christmas from Brenda Lee (Decca Records)
- 1965 - Brenda Lee Sings Top Teen Hits (Decca Records)
- 1965 - The Versatile Brenda Lee (Decca Records)
- 1965 - Too Many Rivers (Decca Records)
- 1966 - Bye Bye Blues (Decca Records)
- 1966 - Ten Golden Years (Decca Records) Raccolta
- 1966 - Coming on Strong (Decca Records)
- 1967 - Reflections in Blue (Decca Records)
- 1968 - For the First Time (Decca Records)
- 1968 - Call Me Brenda (MCA Records) Pubblicato in UK
- 1968 - The Good Life (Decca Records) Pubblicato in UK
- 1969 - Johnny One Time (Decca Records)
- 1970 - Memphis Portrait (Decca Records)
- 1972 - A Whole Lotta Brenda Lee (MCA Records) Pubblicato in UK
- 1973 - Brenda (MCA Records)
- 1973 - New Sunrise (MCA Records)
- 1974 - Brenda Lee Now (MCA Records)
- 1975 - Sincerely (MCA Records)
- 1976 - L.A. Sessions (MCA Records)
- 1976 - Live in Japan (MCA Records)
- 1980 - Even Better (MCA Records)
- 1980 - Take Me Back (MCA Records)
- 1981 - Only When I Laugh (MCA Records)
- 1985 - Feel So Right (MCA Records)
- 1991 - Brenda Lee (Warner Bros. Records)
- 1991 - A Brenda Lee Christmas (Warner Bros. Records)
- 1992 - Greatest Hits Live (K-Tel Records) Raccolta
- 1993 - Jingle Bell Rock (MCA Records)
- 1997 - Precious Memories (BL Productions Records)
- 2007 - Gospel Duets with Treasured Friends (Provident Label Group Records)